# Yasuo Haruyama
Yasuo Haruyama (jap. 春山 泰雄 Haruyama Yasuo; ur. 4 kwietnia 1906, zm. 17 czerwca 1987) – japoński piłkarz, reprezentant kraju.

## Kariera reprezentacyjna
W reprezentacji Japonii zadebiutował 27 sierpnia 1927 w meczu przeciwko reprezentacji Chin. W reprezentacji Japonii występował w latach 1927-1930. W sumie w reprezentacji wystąpił w 4 spotkaniach.

## Statystyki
| Reprezentacja Japonii | Reprezentacja Japonii | Reprezentacja Japonii |
| Rok                   | Mecze                 | Gole                  |
| --------------------- | --------------------- | --------------------- |
| 1927                  | 2                     | 0                     |
| 1928                  | 0                     | 0                     |
| 1929                  | 0                     | 0                     |
| 1930                  | 2                     | 0                     |
| Razem                 | 4                     | 0                     |